# Андрій Боболя

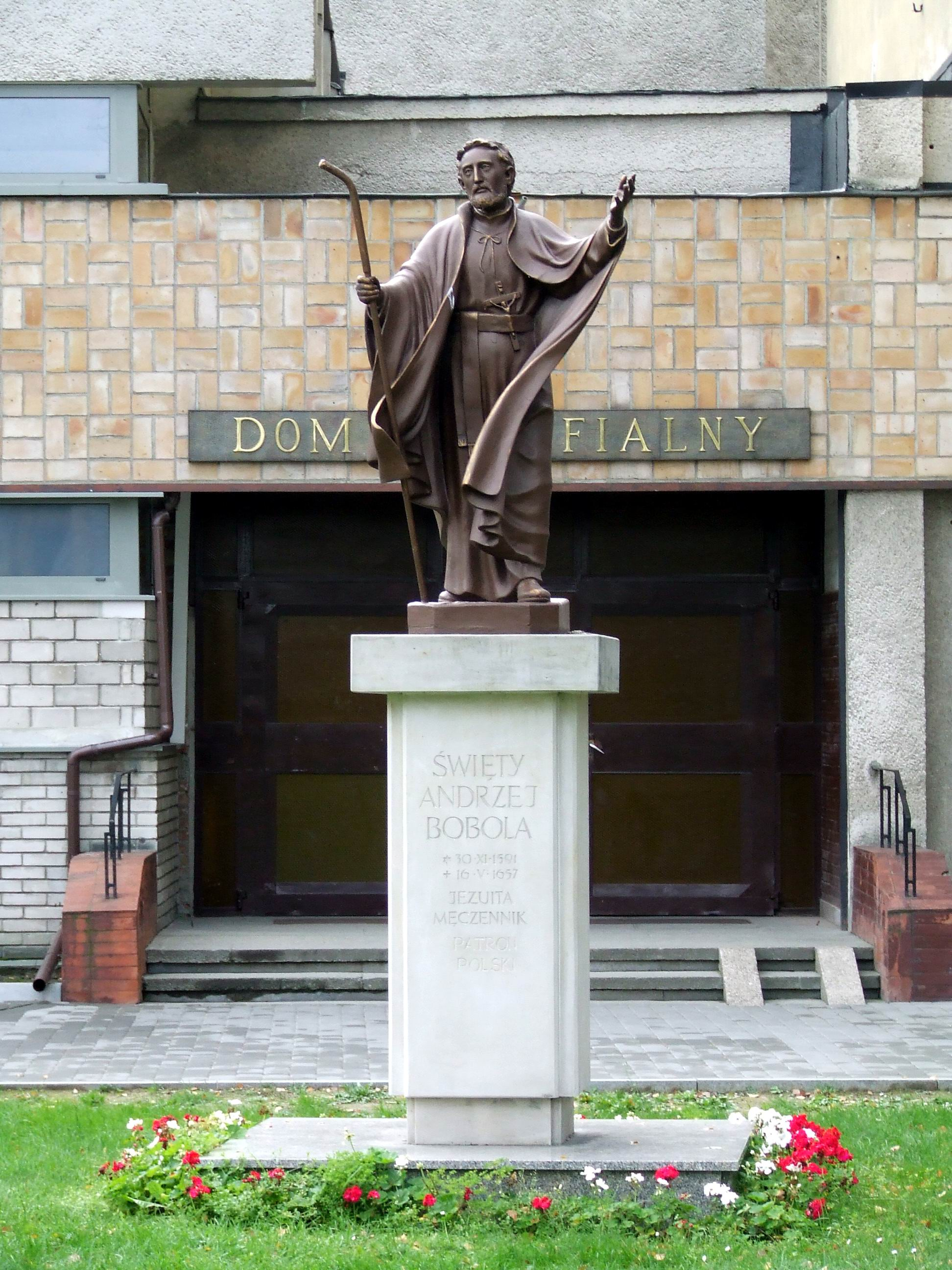
Фігура Андрія Боболі, перед його святинею у Варшаві

Святий Андрей Бобо́ля, S.J. (30 листопада 1591, Страхотина, Сяноцький повіт, Підкарпатське воєводство, Польща — 16 травня 1657, Янів, Берестейська область, Білорусь) — польський римо-католицький діяч, шляхтич гербу Леліва, святий католицької церкви, священномученик, чернець ордену єзуїтів. Проповідував католицизм серед русинів (предків українців і білорусів). Своєю діяльністю місіонера і проповідника заслужив прізвисько «Апостол Полісся».

## Біографія
Походив із польського шляхетського роду Боболя гербу Леліва. Народився в селі Страхотина в родині Миколая Боболі. У 1606–1611 роках вчився в Колегії єзуїтів у Браунсбергу і 31 липня 1611 року вступив до Товариства Ісуса. Новіціят відбув у Вільні. Чернечі обіти склав 31 липня 1613 року. У місцевій академії студіював філософію (1613–1616) і теологію (1618–1622), рукоположений у священники 12 березня 1622 року єпископом Євстахієм Воловичем. Спершу виконував функції проповідника й керівника марійської конгрегації. З 1635 року святий Андрій став мандрівним проповідником у Білорусі й зміцнював католицьку віру в багатьох людей. З 1636 року до смерті в 1657 році пройшов сотні миль по пісках і болотах величезної долини річки Прип'яті.
Вирізнявся своєю релігійною діяльністю, особливо в Бобруйську і Пінську, де активно проповідував християнство серед місцевого русинського населення, за що отримав прізвиська «Апостол Полісся» та «Апостол Пінщини».
На жаль, Святий Андрій жив в часи складного і напруженого міжрелігійного протистояння. 16 травня 1657 року загін козаків під керівництвом Антонія Ждановича атакували і захопили місто Янів, де влаштовували різанину усіх людей (у тому числі і русинів), які не були православними по віроісповіданню. Дізнавшись, про те, що Андрій Боболя недавно відвідував Янів, деякі козаки вирішили захопилити його в полон. Полонений козаками біля села Могильної у 1657 році. Згодом був підданий тортурам та убитий: йому відсікли кінцівки, здерли з тіла шкіру, завдали вогняних опіків, відрізали носа.. Похований у Янові (сьогодні Іванове, Берестейська область Білорусі).
Тіло Святого Мученика спершу було поховано в Пінську, а в 1827 році (за іншими даними 1808) перенесено до Полоцька.

## Вшанування пам'яті
Пам'ятник Святому Мученику Андрію Боболі у місті Варшава.
Персонаж Слова 24 поетичного епосу Віктора Гребенюка «Діяння небожителів» (2011).

## Канонізація
Папа Пій IX беатифікував його в 1853 році, а Папа Пій XI 17 квітня 1938 року його канонізував.
23 червня 1922 року більшовики поглумилися з мощей, потім перевезли їх до Інституту гігієни в Москві як «цікавий експонат мумії». Папа Пій XI віднайшов мощі та 18 травня 1924 року віддав їх до єзуїтської церква Іль-Джезу в Римі.
Тіло було віднайдено нетлінним, зберігається в одному з костелів у Варшаві.

### Покровительство
Святий Андрій Боболя — патрон Польщі, Литви, Білорусі, України, Варшавського римо-католицького архієпископства, Пінської римо-католицької дієцезії у Білорусі.